# Oculina tenella
Oculina tenella là một loài san hô trong họ Oculinidae. Loài này được De Pourtales mô tả khoa học năm 1871.